# Boda-Novy Emília
Boda-Novy Emília, született Lovas Emília (Budapest, 1992. január 2. –) magyar színésznő.

## Életpályája
Édesanyja roma, édesapja magyar. Tápióbicskén nőtt fel. Gyerekkorában koreográfus szeretett volna lenni. Négyéves korától tánciskolába, általános iskolában (Tápióbicskei Földváry Károly Általános Iskola) mesemondó és versíró versenyekre járt. Jó tanuló volt, édesapja szigorúan nevelte, így felvették a nagykátai Damjanich János Gimnáziumba, ahol 2011-ben érettségizett.
Tizenhárom-tizennégy évesen jelentkezett a Karaván Művészeti Alapítvány táborába, ahol ő volt az első vidéki. Itt ismerte meg Balogh Rodrigó rendezőt, aki 2010-ben beválogatta a Tollfosztás című előadásba, Babrinka szerepére. A Thália Színház kamaraszínpadán végérvényesen beleszeretett a szakmába. Az előadást kivitték Svájcba, Londonba és film is készült belőle. Ekkor már a Független Színház tagja volt. Az alapokat Balogh Rodrigó és Illés Márton dramaturg tanították meg neki. Már ekkor is játszhatott a Pécsi Országos Színházi Találkozón és Szabó Simon díjnyertes rövidfilmjében, a Falban is.
Egy évet a Shakespeare Színművészeti Akadémiára járt, majd a Pesti Magyar Színiakadémián végzett 2015-ben Őze Áron és Pál András osztályában, ahol mesterségtanárától, Szatmári Attilától is sokat tanult. Ezután a Turay Ida Színháznál debütált a társulat tagjaként.
Részt vett a Tudás 6alom címmel a Roma Oktatási Alap által indított versenyhez a Horváth Kristóf kezdeményezésű slam poetry dal, a Tanulj jól elkészítésében is, amely mozgalom 2014 óta 7köznapi Hősök címmel országszerte állandó foglalkozásokká nőtte ki magát.

## Színházi szerepei
| \| Szerző \| A darab címe \| Bemutató dátuma \| S z í n h á z \| Játszott szerep \| \| ------------------------------------------------------------------------------------------ \| ---------------- \| --------------- \| ------------------------------------- \| ------------------------ \| \| Böszörményi Gyula \| Almaszósz \| 2013 \| Magyar Színház \| London Pepin \| \| Federico García Lorca, Veress Miklós (versek), Gajdos Zsuzsa, Novák Eszter \| Vérnász \| 2013 \| Magyar Színház Sinkovits Imre Színpad \| Utcalány I. \| \| Nick Dear, Mary Shelley, Peter Handke, Jakob Wassermann, Martin Františák, Pilinszky János \| Frankenstein \| 2015 \| Magyar Színház \| William, Victor kisöccse \| \| Lackfi János \| Az öreg pokróc \| 2015 \| Aranytíz Tolnay Klári Színpad \| Fiú; Árus; Szomszéd \| \| Ernst Nebhut, Gyökössy Zsolt \| Párizsi éjszakák \| 2015 \| Turay Ida Színház \| \| \| William Shakespeare, Mészöly Dezső \| Rómeó és Júlia \| 2015 \| Turay Ida Színház \| Júlia \| \| \| \| . \| \| \| |                  |                 |                                       |                          |
| Szerző | A darab címe     | Bemutató dátuma | S z í n h á z                         | Játszott szerep          |
| Böszörményi Gyula | Almaszósz        | 2013            | Magyar Színház                        | London Pepin             |
| Federico García Lorca, Veress Miklós (versek), Gajdos Zsuzsa, Novák Eszter | Vérnász          | 2013            | Magyar Színház Sinkovits Imre Színpad | Utcalány I.              |
| Nick Dear, Mary Shelley, Peter Handke, Jakob Wassermann, Martin Františák, Pilinszky János | Frankenstein     | 2015            | Magyar Színház                        | William, Victor kisöccse |
| Lackfi János | Az öreg pokróc   | 2015            | Aranytíz Tolnay Klári Színpad         | Fiú; Árus; Szomszéd      |
| Ernst Nebhut, Gyökössy Zsolt | Párizsi éjszakák | 2015            | Turay Ida Színház                     |                          |
| William Shakespeare, Mészöly Dezső | Rómeó és Júlia   | 2015            | Turay Ida Színház                     | Júlia                    |
| |                  | .               |                                       |                          |

### Jelenleg játszott szerepei
Az utolsó módosítás ebben a szakaszban:  2016. július 1., 17:18 (CEST)
- Lackfi János: Az öreg pokróc - Fiú; Árus; Szomszéd (Aranytíz)[8]
- Ernst Nebhut(wd), Michael Jary(wd): Párizsi éjszakák - további szereplő (Turay Ida Színház)[9]
- Grimm testvérek, Pozsgai Zsolt: Holle anyó - Telihold (Turay Ida Színház)[10]
- William Shakespeare: Rómeó és Júlia - Júlia (Turay Ida Színház)[11]
- Szálinger Balázs: Köztársaság - Délea (Zsámbéki Színházi és Művészeti Bázis)[12][13]

## Filmes szerepei
- Fal (kisfilm, 2013)
- Viktória: A zürichi expressz (magyar-svájci kisfilm, 2014) - Brigi
- Terek (kisfilm, 2015)

## Szinkron
- Az éjszaka törvénye: Loretta Figgis - Elle Fanning[14]